# Anton F. Börner

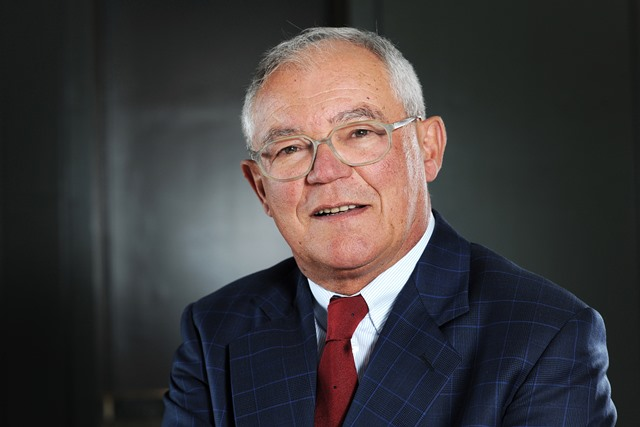
Anton F. Börner (2015)

Anton F. Börner (* 22. Dezember 1954 in Ingolstadt) ist ein deutscher Unternehmer.

## Leben
Nach dem Abitur absolvierte Börner ein Studium der Betriebswirtschaftslehre an der Friedrich-Alexander-Universität Erlangen-Nürnberg. 1979 schloss er es als Diplom-Kaufmann ab und trat danach in das elterliche Unternehmen ein. Seit 1983 ist er persönlich haftender Gesellschafter der Firma Börner + Co., Sanitär-Heizungsgroßhandel in Ingolstadt.

## Positionen
Börner setzt sich für den freien Welthandel ein, „Wandel durch Handel“ ist dabei eines seiner ordnungspolitischen Leitmotive. Mit Vorschlägen zur Vermeidung der Kreditklemme, insbesondere durch die Verbriefung von Unternehmenskrediten, machte Börner von sich reden. Als Zukunftsthemen für die Verbandsarbeit 2010 gab Börner an, dass es unabdingbar sei, die Prinzipien der Sozialen Marktwirtschaft international zu verbreiten, den interkulturellen Austausch zu stärken und den Dialog zwischen Politik, Wirtschaft und Kirche fortzusetzen.
Im Dezember 2009 machte Börner Werbung für die Initiative Neue Soziale Marktwirtschaft im Rahmen der PR-Kampagne „Soziale Marktwirtschaft macht’s besser... weil sie uns weltweit wettbewerbsfähig hält.“

## Verbandstätigkeiten
Börner war von 2000 bis 2017 und erneut von 2020 bis 2021 der Präsident des Bundesverbandes Großhandel, Außenhandel und Dienstleistungen e. V. (BGA). Zudem war bzw. ist er:
- 1991 bis 2000 Vorsitzender im Deutschen Großhandelsverband Haustechnik e.V., mit Sitz in Bonn
- 2001 bis 2012 Mitglied des Präsidiums der Bundesvereinigung der Deutschen Arbeitgeberverbände (BDA)
- Seit 1992 Mitglied des europäischen Fachverbandes F.E.S.T.
- Von 2000 bis 2004 Vizepräsident von EuroCommerce
- Außenwirtschaftsbeirat des Bundesministeriums für Wirtschaft, seit 2001
- Verwaltungsrat der KfW als Vertreter des Handels, seit Dezember 2000
- Kreditbewilligungsausschuss der KfW
- Sprecher des Beraterkreises des KfW-Mittelstandsrates
- Beirat des Ausstellungs- und Messeausschusses der Deutschen Wirtschaft (AUMA), seit Februar 2001
- Kuratorium des Instituts für Wirtschaftsforschung (ifo Institut), seit Juni 2001
- Mitglied des Vorstands des deutschen Freundeskreises für Yad Vashem

## Familie
Anton F. Börner ist verheiratet und hat vier Kinder.

## Ehrungen
- 2008: Komtur des Ordens vom Heiligen Papst Silvester[4]